# IOK-1
IOK-1 — одна з найвіддаленіших із стародавніх з відомих на сьогоднішній день галактик, яка знаходиться від Землі на відстані приблизно 12880000000 світлових років.
Була відкрита групою японських астрономів з Національної обсерваторії і Токійського університету у вересні 2006 року. Для цього був використаний розташований на Гавайських островах потужний телескоп Субару з діаметром дзеркала 8,2 метра.
Знаходиться в напрямку північного сузір'я Волосся Вероніки і була сформована, на думку вчених, через 750 млн років після т. Зв. Великого вибуху, який привів до народження нинішнього Всесвіту. Такі висновки японські вчені на чолі з професором Масанори Іе зробили на основі спектрального аналізу світла від наддалеких об'єкта. Чим старше і віддалення галактик, тим більше червоними сприймаються йдуть від неї промені.